# Elsa Herzog
Pour les articles homonymes, voir Herzog.
Elsa Herzog (née le 5 mars 1876 à Berlin, morte le 7 mars 1964 à Londres) est une rédactrice allemande de mode.

## Biographie
Elsa Herzog est la fille de l'homme d'affaires Moritz Herzog et de son épouse Adele Hirschel. Après avoir terminé son parcours scolaire, elle est partie à l'étranger pour étudier.
En 1893, Elsa Herzog commence sa carrière au sein de l'équipe éditoriale de Der Konfektionär, une revue spécialisée dans l'industrie du textile et de l'habillement. Elle travaille comme rédactrice de mode pour le magazine féminin Die praktische Berlinerin publié par Ullstein-Verlag, qui a également publié son reportage social sur les maisons des travailleurs berlinois en 1906, et entre à Die Woche, publié par August Scherl, de 1915 jusqu'au fin des années 1920. À partir de 1918, elle est l'une des rédactrices de mode déterminantes du magazine Die Dame et en 1922, avec ses articles sur la mode actuelle, elle est l'une des chroniqueuses de Styl. Dans Sport im Bild, elle écrit sur la mode féminine et masculine et rend compte régulièrement des bals de presse dans la presse quotidienne berlinoise.
Elsa Herzog observe et commente comment l'émancipation des femmes se reflète dans les tendances de la mode et déclenche des débats publics houleux, comme le mouvement Los-vom-Korsett! ou l'adoption des codes de la mode masculine par les femmes.
Herzog organise le premier défilé de mode à Berlin en 1929 en complément de l'exposition d'art Die Frau von heute, réalisée par l'Association des femmes artistes de Berlin.
Elle-même incarne le style de mode élégant pour lequel elle milite. Lors d'événements sociaux, elle apparaît aussi glamour que les actrices dont elle a parlé de la garde-robe. Dans les années 1920, elle est une célébrité médiatique au sens moderne du terme. Le Reichshandbuch der deutschen Gesellschaft de 1930 présente Herzog et Ola Alsen en longues robes de bal sur des photos pleine page en tant que représentantes du monde de la mode en Allemagne.
Pendant le Troisième Reich, elle est persécutée en tant que juive et ne peut plus publier. Son dernier article, un compte rendu du bal de presse pour le Berliner Lokal-Anzeiger, paraît le 29 janvier 1933, un jour avant l'arrivée au pouvoir d'Hitler. En 1939, elle doit fuir l'Allemagne et émigre à Londres. Ici, elle reprend son travail de rédactrice de mode en 1951 et fait partie de l'équipe éditoriale du magazine de mode berlinois Elegante Welt jusqu'à sa mort en 1964. Alors même qu'elle a plus de quatre-vingts ans, elle présente au public la haute couture internationale. En 1958, elle donne une conférence aux étudiants de l'école de mode à Hambourg.